# Coracias
Coracias – rodzaj ptaków z rodziny krasek (Coraciidae).

## Zasięg występowania
Rodzaj obejmuje gatunki występujące w Afryce i Eurazji.

## Morfologia
Długość ciała 28–40 cm; masa ciała 87–200 g.

## Systematyka

### Etymologia
- Coracias: gr. κορακιας korakias „gatunek wrony lub kawki”, być może kruka, od κοραξ korax, κορακος korakos „kruk”, od κρωζω krōzō „krakać”[9].
- Galgulus: łac. galgulus „nieznany ptak”, który spał wisząc na nogach, wspomniany przez Pliniusza (prawdopodobnie pomylony z galbula, ptakiem, który zbudował wiszące gniazdo)[10]. Gatunek typowy: Coracias garrulus Linnaeus, 1758.
- Titia: łac. titia „ptak omen”, czasami związany ze spinturnicium, „małym złowróżbnym ptakiem”[11]. Gatunek typowy: Coracias caudatus Linnaeus, 1766.
- Ampelis: gr. αμπελις ampelis, αμπελιδος ampelidos „ptak” wspomniany przez Arystofanesa, wciąż niezidentyfikowany[12]. Gatunek typowy: Coracias garrulus Linnaeus, 1758; młodszy homonim Ampelis Linnaeus, 1766 (Bombycillidae).
- Coraciura: rodzaj Coracias Linnaeus, 1758; gr. ουρα oura „ogon”[13]. Gatunek typowy: Coracias caudatus Linnaeus, 1766.
- Eucoracias: gr. ευ eu „dobry”; rodzaj Coracias Linnaeus, 1758[14]. Gatunek typowy: Coracias mosambicus Dresser, 1890.
- Trimenornis: Roland Trimen (1840–1916), angielski zoolog, kustosz South African Museum w latach 1873–1895; gr. ορνις ornis, ορνιθος ornithos „ptak”[15]. Gatunek typowy: Coracias spatulatus Trimen, 1880.

### Podział systematyczny
Do rodzaju należą następujące gatunki:
- Coracias cyanogaster Cuvier, 1816 – kraska płowogłowa
- Coracias naevius Daudin, 1800 – kraska kreskowana
- Coracias spatulatus Trimen, 1880 – kraska flagosterna
- Coracias caudatus Linnaeus, 1766 – kraska liliowopierśna
- Coracias abyssinicus Hermann, 1783 – kraska abisyńska
- Coracias garrulus Linnaeus, 1758 – kraska zwyczajna
- Coracias benghalensis (Linnaeus, 1758) – kraska orientalna
- Coracias affinis Horsfield, 1840 – kraska indochińska
- Coracias temminckii (Vieillot, 1819) – kraska purpurowa